# تيريزا وايلي
تيريزا وايلي (بالإنجليزية: Teresa S. Wiley)‏ هي مؤلفة كتاب إطفاء الأضواء: النوم والسكر والبقاء على قيد الحياة، وكتاب الجنس، والكذب وانقطاع الطمث. تكتب وايلي عن صحة المرأة، وخاصة قضايا النوم والهرمونات، والعلاج بالهرمونات البديلة. وقد وضعت وايلي نسختها الخاصة من العلاج بالهرمونات البديلة المعروفة باسم بروتوكول وايلي، على الرغم من أنها تعرضت لانتقادات شديدة لعدم وجود وثائق مرجعية تؤكد كلامها، ويحتمل أن يضع هذا البروتوكول المرأة في خطر، حيث لم يتم اختبار تلك الجرعات العالية التي تستخدمها في البروتوكول والتي ربما تكون خطيرة للغاية.

## كتاباتها ومعتقداتها
يسلط كتاب وايلي الرئيسي إطفاء الأضواء: النوم والسكر والبقاء على قيد الحياة على أن الضوء هو الزناد الفسيولوجي الذي يسيطر على الدوبامين وغيره من الهرمونات مثل الكورتيزول. تفترض وايلي أنه مع تمديد فترة اليوم الطبيعي من خلال الإضاءة الاصطناعية، فإن فترة الراحة التي تحتاجها الهرمونات لتسترد مستوياتها بشكل صحي نادرًا ما تكون كافية لتلبية الاحتياجات البيولوجية المثلى للجسم. يؤدي هذا في رأيها إلى التعب واضطراب الشهية، الأمر الذي يؤدي إلى زيادة الوزن، والإرهاق والمرض. ترى وايلي أن ردود الجسم تأتي في صورة دورية، مما يعكس مواسم السنة، وأن احتياجات الجسم تختلف موسميًا. وفقًا لوايلي، فإن الجسم خلال أشهر الشتاء يحتاج إلى مزيد من النوم، كما يحتاج إلى تقليل نسبة الكربوهيدرات.
تم إدراج وايلي كمؤلف مشارك لثلاثة مقالات علمية علمية جنبًا إلى جنب مع عالم الكيمياء الحيوية الدكتور بنت فورمبي بين عامي 1998 و2001.

### بروتوكول وايلي
كتبت وايلي كتابُا ثانيا بعنوان «الجنس والكذب وانقطاع الطمث» تدعي فيه أن اختلالات الهرمونات تسبب العديد من الأمراض المرتبطة بالعمر، وأن هذه الاختلالات تنتج عن الإيقاعات «الطبيعية» للضوء والأكل الموسمي والولادة. تدعي وايلي أن محاكاة مستويات ودورات هرمون الاستروجين والبروجسترون وُجدت في امرأة تبلغ من العمر 20 عاما سوف تمنع بعض الأمراض المرتبطة بالعمر. بعد نشر الكتاب، أصبح هذا النظام الهرموني يعرف باسم «بروتوكول وايلي»، كما أنشأت وايلي برنامجًا لتدعيم الأدوية يمكن للصيادلة أن يتعاقد معهم، وينص على الطرق المركبة، والمواد، والاختبارات اللازمة، والتعبئة والتغليف، والأسعار الموصى بها في مقابل قيام شركة وايلي بتوفير تعبئة وتغليف المواد التي تحمل العلامة التجارية «بروتوكول وايلي».
روّجت الممثلة السابقة سوزان سومرز لبروتوكول وايلي في كتابها «بلا عمر: الحقيقة العارية حول الهرمونات البيولوجية».

## جدل حول البروتوكول
انتُقدت وايلي للترويج لنسخة من العلاج البديل باستخدام الهرمونات دون الحصول على المؤهلات أو الأدلة العلمية المناسبة. وفي 11 أكتوبر 2006، أصدرت إريكا شوارتز، وديانا شوارزبين، وخمسة مدراء آخرين عملوا على العلاج البديل باستخدام الهرمونات خلال حياتهم المهنية رسالة عامة إلى سوزان سومرز وناشرها كراون، انتقدا فيها تأييدها لبروتوكول وايلي، حيث زعموا في الرسالة أن بروتوكول وايلي «غير مثبت علمياً وخطير» وأن وايلي ليس لديها مؤهلات طبية أو سريرية؛ كما ذكرت انتقادات أخرى للبروتوكول نفسه أن مستويات الهرمونات في البروتوكول مرتفعة بشكل خطير. ادعت وايلي على موقعها على الإنترنت وفي الحديث عن التعاقدات أنها حصلت على الدكتوراة في الأنثروبولوجيا من جامعة ويبستر في عام 1975. في 27 نوفمبر 2006، ذكرت نيوزويك أن جامعة وبستر ليس لديه سجل خاص بوايلي؛ تلا ذلك تغيير الصفحة الشخصية الخاصة بوايلي إلى «في انتظار درجة الدكتوراة في الأنثروبولوجيا، جامعة وبستر». ذكرت وكالة «إيه بي سي نيوز» في 16 فبراير 2007 أن وايلي وفقًا لجامعة وبستر حصلت على شهادة فارغة فقط. وقد حصلت وايلي على درجة الدكتوراة من جامعة وبستر في مايو 2013.

## شهادة مجلس الشيوخ
ظهرت وايلي في 19 أبريل 2007 كشاهد أمام اللجنة الخاصة المعنية بالشيخوخة في مجلس الشيوخ للإدلاء بشهادتها في جلسة استماع نوقشت فيها السلامة والإشراف على العلاج باستخدام الهرمونات البديلة والأدوية المركبة.

## وصلات خارجية
- Wiley Protocol's official web site
- Wiley Watch, a website critical of Wiley